# Siberiano (gato)
El Gato Siberiano es un gato nativo de la zona oriental de Rusia, específicamente de la fría región de Siberia y probablemente sea el resultado del cruce entre el gato europeo y el gato salvaje de los bosques siberianos.
Está dentro de la categoría de gatos de pelo semilargo y su abundante pelaje ha permitido que la raza subsista mil años soportando temperaturas de casi 30 °C bajo cero.

## Características generales
Al nacer, y hasta los tres meses de edad, el gato siberiano tiene pelo corto, pero luego desarrolla un abundante pelaje largo de característica atigrada y colores que van desde el marrón al gris, con dibujos lineales más oscuros y zonas blancas en mentón y pecho, donde el pelo crece más largo aún, dando el aspecto de collar. Este fenotipo es común en invierno, donde el frío y la humedad de la nieve son extremas y la secreción sebácea que rodea al folículo del pelo ayuda a mantener una temperatura adecuada para poder sobrevivir.
Destacan las líneas redondeadas en la cabeza, las orejas, y los ojos. Las patas son anchas y las traseras son más largas que las delanteras. La cola es más ancha en la base que en la punta y tiene el pelo largo y muy denso.
Este tipo de felino es de complexión robusta, pesa entre 4 y 9 kilos, y posee una agilidad y velocidad dignas de un gran cazador.
Su carácter es muy amigable y juguetón, y es uno de los pocos gatos a los que gusta jugar con agua. Destaca, también, por su gran inteligencia. Puede crear una estrategia espacial con su entorno para conseguir algo, o bien lograrlo sobre la base de su intenso ronroneo y caricias que dirige a su cuidador, al cual es extremadamente fiel. A diferencia de los machos, las hembras de gato siberiano pueden presentar actitudes escapistas especialmente en épocas de celo. Otra característica especial de este gato, se da al momento de tener crías, lo más común es que un macho se aparee con una sola hembra, y permanecer juntos; y al momento de nacer las crías, lo más probable es que el macho permanezca junto a la hembra para cuidar de las crías; esto casi siempre se da en gatos domésticos.

## Particularidades
El gato siberiano tiene la particular característica de no provocar alergias en el ser humano, debido a que no produce una proteína causante del 80% de éstas, la denominada Fel D1.
La Fel D1 es una proteína molecular producida por las glándulas sebáceas de los felinos, presente en su saliva, y que llega a su pelo cuando los gatos se lamen en su aseo habitual.

## Competición
El gato siberiano fue reconocido como raza de gato solo hace unos años por la World Cat Federation (WCF).
A su vez, fue reconocido como raza de competición por la Federación Internacional Felina (FIFe), ubicándolo en la segunda categoría de las cuatro en las que la clasifica, donde se encuentran los gatos de pelo semilargo, como por ejemplo el Maine Coon o el Ragdoll.